# Iglesia de San Martín (Hijosa de Boedo)
La iglesia de San Martín es una iglesia situada en la localidad de Hijosa de Boedo, provincia de Palencia, España, declarada bien de interés cultural el 5 de mayo de 1994.

## Descripción
De piedra y mampostería. Consta de una nave dividida en tres tramos cubiertos con bóveda de arista, decorada con yeserias barrocas. Arco triunfal apuntado y presbiterio cubierto con bóveda de cañón apuntado. En la cabecera tiene un ábside románico.
La torre se encuentra a los pies y es de dos cuerpos. En el lado de la Epístola se abre la portada, gótica, precedida de pórtico. Coro en alto, a los pies. Alberga en su interior varios retablos del siglo XVI, esculturas y relieves, así como un cáliz custodia también del siglo XVI.